# Ferris Hartman

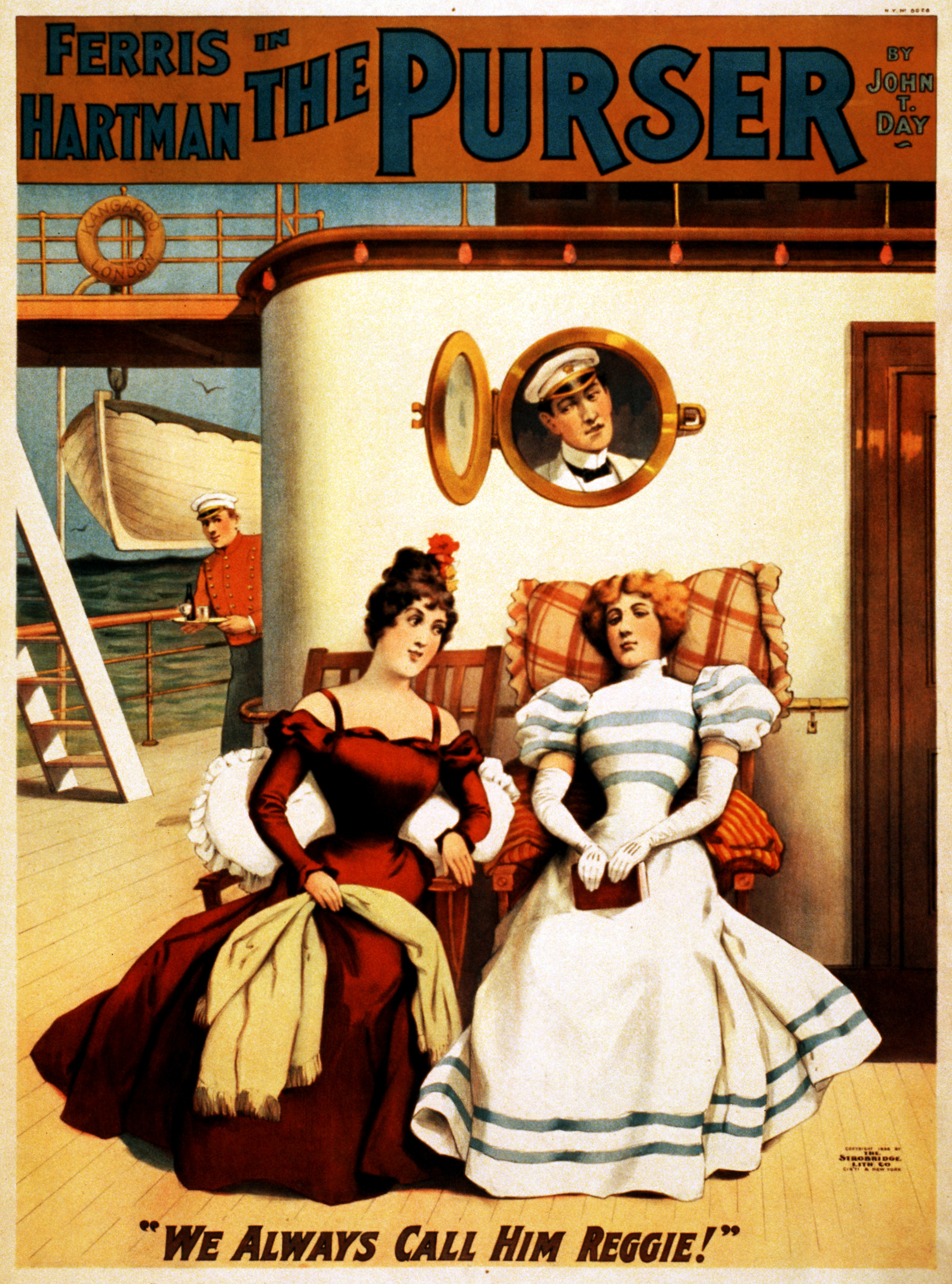
The Purser (1898) avec Ferris Hartman

Ferris Hartman (né le 12 juin 1862 à Crawfordsville (Indiana) et mort le 1er septembre 1931 à San Francisco, Californie) est un acteur et réalisateur américain.

## Filmographie

### Comme réalisateur
- 1916 : The Waiters' Ball (en)
- 1917 : A Phantom Husband
- 1917 : Un automate très autonome (A Clever Dummy)
- 1917 : The Stone Age
- 1917 : A Winning Loser
- 1917 : A Self-Made Hero
- 1917 : A Laundry Clean-Up
- 1917 : Dangers of a Bride
- 1917 : The Grab Bag Bride
- 1917 : A Royal Rogue
- 1917 : His Criminal Career
- 1918 : Framing Framers
- 1920 : The Simp
- 1921 : The Hayseed
- 1921 : The Happy Pest
- 1921 : The Big Secret